# چاترا (بنگلادش)
چاترا (به لاتین: Chatra) یک روستا در بنگلادش است که در استان باریسال و در ناحیه باریسال واقع شده است.